# Шпитта, Генрих
Генрих Гельмерих Людвиг Шпитта (14 апреля 1799, Ганновер — 20 января 1860, Росток) — германский врач и медицинский писатель.

## Биография
Получил медицинское образование в Гёттингенском университете. 6 марта 1819 года получил степень доктора медицины, вскоре после этого габилитировался. С 1 февраля 1825 года был ординарным профессором медицины в Ростоке, специализировался на эпидемиологических исследованиях и судебной медицине. С 18 февраля 1830 года был членом медицинской комиссии великого герцогства Ганновер, с 19 февраля 1834 года — членом высшего медицинского совета. Участвовал в борьбе с эпидемией холеры в 1832 году, в 1833 году написал о ней отчёт. Занимался изучением истории сифилиса в Европе, судебной психологией и эпилепсией.
Главные работы: «Comment. physiol.-pathol. mutationes, affectiones et morbos in organismo et oeconomia feminarum» (Геттинген, 1818; 1822); «Novae doctrinae pathologicae auctore Broussais in Franco-Gallia» (там же, 1822); «Ueber die Essentialität der Fieber» (там же, 1823); «De sangiuinis dignitate in pathologia restituenda» (Росток, 1825); «Die Leichenöffnung auf Pathol. und Diagnostick» (1826); «De contagio, praesertim cholerae orientalis» (Росток, 1832); «Die asiatische Cholera in Grossherzogth. Mecklenb.-Schwerin im J. 1832» (ib., 1833); «Von der Expansion des Blutes» (там же, 1835); Praktische Beiträge zur gerichtsärztliche Psychologie" (там же, 1855).